# 宗厳
宗厳（そうごん、天正3年（1575年）? - 寛永5年（1628年））は、李氏朝鮮の人物。日本で出家して僧となり、西雲院を開山した。

## 略歴
豊臣秀吉が起こした文禄・慶長の役の時に秀吉の家来の小野木重勝に捕らえられて、日本に連れてこられた。縁起に「宗厳天質、陰茎至小にして男事すでに絶つ」とある。そのためやんごとない婦人に仕えさせるには安心なので、蜂須賀家政が北政所に彼を献上した。北政所は彼を羽柴下総守（滝川雄利）の息女の召し使いにした。この息女に宗厳はまめまめしく仕えたが、宗厳30歳のとき、息女は17歳で死んだ。
滝川雄利は、黒谷にある金戒光明寺に息女の戒名「龍光院殿花顔芳春大禅定尼」から名を取って、塔頭・黒谷龍光院を創建し、息女の菩提を弔った。
宗厳は雄利の息女が17歳で亡くなったことに人生の無常を感じ、知恩院第29世の満誉尊照を師として出家した。11年間諸国を巡る修行の後の元和2年（1616年）、黒谷に帰ってきた。宗厳はひたすら龍光院にある雄利の息女の墓前で念仏を唱え続けた。たいへん熱心なその様子を見た金戒光明寺第27世了的は法然上人ゆかりの紫雲石を宗厳に授け、宗厳は西雲院を開山した。さらに一心不乱に念仏を唱える宗厳の下には多くの僧侶が集まり、また多くの寄進を集めたという。千日念仏惣回向、そして宗厳は寛永5年（1628年）に死去したが、その死後も、万日念仏惣回向、3万日念仏惣回向、4万日念仏惣回向（100年）と続けられた。